# 터치위즈

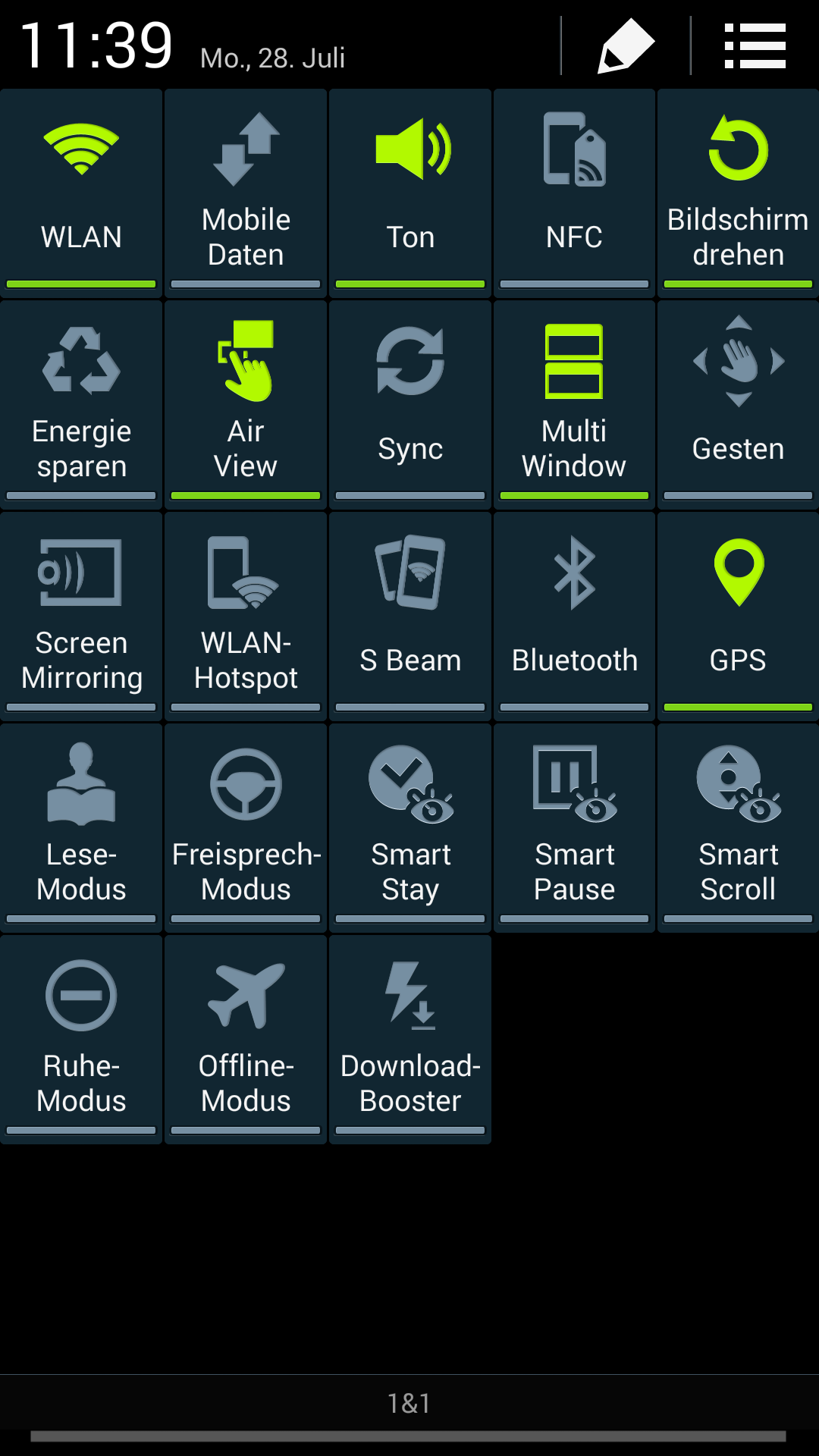
23가지 퀵 토글 기능을 보여주는 갤럭시 노트 3의 컨트롤 메뉴

터치위즈(TouchWiz)는 삼성전자와 기업 파트너들이 개발한 터치 인터페이스이다. 완전한 터치 사용자 인터페이스의 기능을 제공한다. 터치위즈는 삼성의 여러 종류의 단말기에 걸쳐 광범위하게 사용되며 외부 업체에게 라이선스하지는 않고 있다. 최신 버전의 삼성 터치위즈는 Grace UX이다. 현재는 터치위즈 대신에 삼성 One UI로 개칭을 하였지만, 여전히 삼성 홈 런처특유의
UX를 가지고 있다.
터치위즈는 삼성의 일반 휴대전화와 안드로이드, 바다 기반의 전화에 모두 쓰이며, 타이젠 OS의 기본 UI로서 활용된다.

## 터치위즈의 종류 및 적용된 대표적인 단말기
2010년 안드로이드에는 처음으로 갤럭시S에 터치위즈3이 탑재되어 2011년 3월 갤럭시 플레이어 70(YP-GB70)까지 갤럭시 넥서스를 제외한 삼성의 모든 디바이스에 쓰였으며, 터치위즈3의 후속인 터치위즈 4의 경우 2011년 3월에 국내에 출시된 갤럭시S2부터 2012년 1월 15일 출시된 갤럭시 M 스타일까지 삼성의 모든 기기에 쓰인 바 있다. 각 기기에 맞추어 별도의 수정을 거친 터치위즈를 탑재한 기기로는 갤럭시A(터치위즈3), 갤럭시 S2 HD LTE(터치위즈4/해상도), 갤럭시 노트(S.Pen/해상도) 등이 있다. 기본적으로 터치위즈는 안드로이드, 윈도 모바일, 바다 , 타이젠등의  운영체제 기반의 거의 모든 삼성 스마트폰과 삼성의 일반 휴대폰에 적용되며, 안드로이드 레퍼런스 기기인 갤럭시 넥서스에는 적용되지 않았다.

## 버전 역사

### 터치위즈 1.0-2.9
삼성 햅틱에서 처음으로 사용한 버전으로 많은 피처폰과 갤럭시 S 전의 스마트폰에서 사용되었다. 배경화면과 메뉴 아이콘이 분리되어 있으며, 아래 독바에 빠른 실행 아이콘이 있다는 점이 특징이다. 대한민국에서는 햅틱 UI라고 불렸다.

### 터치위즈 3.0
삼성 갤럭시 S에서 처음으로 적용한 버전이다. 상단 알림창에 빠른 설정을 추가했으며, 하단 독바도 글자만 있는 형태에서 아이콘이 있는 형태로 변경하였다. 안드로이드 버전 2.1-2.2 기반이며, 2.2 이전 버전으로 출시된 모델은 2.3에서도 터치위즈 3.0을 유지하였다. 바다 OS는 1.x 버전 기반이다. 경량화 버전은 하단 독바 아래의 아이콘의 글씨가 존재하지 않으며, 그 밖에 몇 가지 변화가 존재한다.

### 터치위즈 4.0
삼성 갤럭시 S II에서 처음으로 적용한 버전이다. 안드로이드 기반 기기 중 OS 2.3(진저브레드) 기반의 스마트폰과 OS 3.x(허니콤) 기반의 기기에서 적용되었으며 기존에 OS 2.3 이하 기기들은 OS 4.0 업그레이드 때에도 그대로 터치위즈 4.0이 적용되었다. 또한 바다 기반 기기 중 OS 2.0에서 적용되었다. 앱 서랍은 3.0의 검은 배경에서 반투명한 배경으로 변경되었으며, 홈 화면과 앱 서랍의 번호를 스크롤해서 이동할 수 있으며, 위젯의 크기도 조절할 수 있다. 홈 화면 편집시 아이콘이나 위젯 목록이 아래에 표시되어 변경되는 모습을 바로 확인할 수 있으며, 앱 서랍에도 폴더를 만들 수 있다. 안드로이드 기기 중 듀얼 코어 AP를 가진 휴대폰 한정으로 모션으로 확대/축소, 패닝, 음소거를 할 수 있는 옵션이 추가되었다.

### 네이쳐 UX 1.0
삼성 갤럭시 R 스타일에서 처음으로 적용한 버전이다. 안드로이드 OS 4.0 아이스크림 샌드위치 이상의 기반의 스마트폰과 태블릿 컴퓨터에서 적용되었다. 배경화면이 푸른색 테마로 변경되었으며, 잠금화면을 해제할 때 물결이 이는 효과가 추가되었다. 하단 독바가 앱 서랍에서 없어졌으며, 안드로이드 순정 UI와 유사하게 애플리케이션과 위젯 항목으로 분리되었다. 상단 알림바의 빠른 설정의 아이콘 개수가 증가했다. 안드로이드 OS 4.1 버전 이후에는 폴더 아이콘이 순정 안드로이드 폴더의 바둑판식 배열을 사용하지 않고 아이콘을 입체적을 겹치는 효과를 사용한다. 또한 OS 4.1 버전 이후에는 알림창을 내릴 때 상단바가 홈 화면의 상단 바 대신 글씨가 커진 시간표시와 빠른 설정 편집, 휴대폰 설정 바로가기가 상단바에 표시되었다.

### 네이쳐 UX 2.0
삼성 갤럭시 S4에서 처음으로 적용한 버전이다. 안드로이드 OS 4.2 젤리빈 이상의 기반의 스마트폰과 태블릿 컴퓨터에서 적용되었다. 기본적인 프레임워크는 네이처 UX 1.0과 동일하지만 배경화면이 푸른색 테마로 변경되었으며, 홈 화면과 잠금화면에서 상단바가 투명하게 바꿀 수 있는 옵션이 생겼으며, 아이콘 디자인과 일부 위젯이 변경되었다. 삼성 갤럭시 노트 3부터는 일부 디자인과 기능이 달라진 새로운 런처가 들어갔으며, 프레임워크 소스 일부가 달라졌다. 하지만 갤럭시S4의 4.3 업데이트에서는 새 런처와 프레임워크 소스가 반영되지 않았다.

### 네이쳐 UX 3.0
삼성 갤럭시 S5에서 처음으로 적용한 버전이다.
삼성 갤럭시 노트 4의 롤리팝 마이너 업데이트 이후 흰색 UI로 변경되었다.

### 네이쳐 UX 4.0
삼성 갤럭시 S6에서 처음으로 적용한 버전이다.

### 터치위즈 Grace UX
삼성 갤럭시 노트 5에서 업데이트를 통하여 선공개가 되었고, 삼성 갤럭시 노트 7에서 정식 버전으로 공개가 되었던 버전이다.

### 터치위즈 For 웨어러블 디바이스 1.0
삼성 갤럭시 기어에서 처음으로 적용한 버전이다. UI가 기본홈은 1X1 앱스는 4X4로 시계형태의 웨어러블 디바이스에 최적화되어 있다.

### 터치위즈 For 웨어러블 디바이스 1.5
삼성 기어 2계열 스마트워치와 삼성 기어 핏에서 처음으로 적용한 버전이다. UI자체는 1.0버전과 별차이 없지만(기어핏은 팔찌형태로 최적화됨) 새로운 기능 몇가지가 추가되었다.

### Samsung Experience 8
삼성 갤럭시 S7와 삼성 갤럭시 S7 엣지에서 안드로이드 업데이트를 통하여 선공개가 되었고, 삼성 갤럭시 S8에서 정식 버전으로 공개가 되었던 버전이다.

## 터치위즈가 적용된 모든 단말기

### 일반 휴대전화
- 삼성 제트 (S8000)
- 삼성 프레스톤 (S5600)
- 삼성 코비[3]
- 삼성 스타 (S5230)
- 삼성 토코 (SGH-F480)
- 삼성 블루 어스 (S7550)

### 바다 OS
- 삼성 웨이브 (터치위즈 3.0: OS 1.x; 터치위즈 4.0: OS 2.0)
- 삼성 웨이브 525 (터치위즈 3.0)
- 삼성 웨이브 575 (터치위즈 3.0)
- 삼성 웨이브 723 (터치위즈 3.0)
- 삼성 웨이브 II (터치위즈 3.0 : OS 1.x ; 터치위즈 4.0: OS 2.0)
- 삼성 웨이브 578 (터치위즈 3.0)
- 삼성 웨이브 III (터치위즈 4.0)
- 삼성 웨이브 M (터치위즈 4.0)
- 삼성 웨이브 Y (터치위즈 4.0)

### 안드로이드 OS
- 이전 버전 터치위즈 기반
  - 삼성 갤럭시 A (터치위즈 2.9) → (터치위즈 3.0)

- 터치위즈 3.0 기반
  - 삼성 갤럭시 S 계열 (터치위즈 3.0) → (터치위즈 4.0)[4]
    - 삼성 갤럭시 S 호핀 (터치위즈 3.0) -> (터치위즈 4.0)[4]

  - 삼성 갤럭시 탭 (터치위즈 3.0 변형)
  - 삼성 갤럭시 3 (터치위즈 3.0)
  - 삼성 갤럭시 5 (터치위즈 3.0)
  - 삼성 갤럭시 에이스 (터치위즈 3.0 라이트)
  - 삼성 갤럭시 지오 (터치위즈 3.0 라이트)
  - 삼성 갤럭시 프로 (터치위즈 3.0)
  - 삼성 갤럭시 미니 (터치위즈 3.0)
  - 옙 갤럭시 플레이어 (터치위즈3.0)
  - 옙 갤럭시 플레이어 70 (터치위즈3.0)
  - 옙 갤럭시 플레이어 50 (터치위즈3.0)
  - 삼성 갤럭시 플레이어 3.6 (터치위즈 3.0 라이트)

- 터치위즈 4.0 기반
  - 삼성 갤럭시 S II 계열 단말기 (터치위즈 4.0) → (네이쳐 UX 1.0)[5]
    - 삼성 갤럭시 R (터치위즈 4.0)
    - 삼성 갤럭시 S II LTE (터치위즈 4.0 -> 네이쳐 UX 1.0)
    - 삼성 갤럭시 S II HD LTE (터치위즈 4.0 -> 네이쳐 UX 1.0)

  - 삼성 갤럭시 노트 계열 단말기 (터치위즈 4.0 -> 네이쳐 UX 1.0)
  - 삼성 갤럭시 M 스타일 (터치위즈 4.0 라이트)
  - 삼성 갤럭시 탭 10.1 계열 단말기 (터치위즈 4.0 for Tablet) -> (네이쳐 UX 터치위즈)[6]
    - 삼성 갤럭시 탭 8.9 (터치위즈 4.0 for Tablet) -> (네이쳐 UX 1.0)[6]
    - 삼성 갤럭시 탭 7.7 (터치위즈 4.0 for Tablet) -> (네이쳐 UX 1.0)[6]
    - 삼성 갤럭시 탭 7.0 플러스 (터치위즈 4.0 for Tablet) -> (네이쳐 UX 1.0)[6]

  - 삼성 갤럭시 W (터치위즈 4.0 라이트)
  - 삼성 갤럭시 M 프로 (터치위즈 4.0 라이트)
  - 삼성 갤럭시 Y (터치위즈 4.0 라이트)
  - 삼성 갤럭시 Y 프로 (터치위즈 4.0 라이트)
  - 삼성 갤럭시 에이스 플러스 (터치위즈 4.0 라이트)
  - 삼성 갤럭시 S 어드밴스 (터치위즈 4.0)
  - 삼성 갤럭시 빔 (I8530) (터치위즈 4.0)
  - 삼성 갤럭시 에이스 2 (터치위즈 4.0)
  - 삼성 갤럭시 미니 2 (터치위즈 4.0 라이트)
  - 삼성 갤럭시 플레이어 70 플러스 (터치위즈 4.0)
  - 삼성 갤럭시 플레이어 4.2 (터치위즈 4.0)

- 네이쳐 UX 1.0 기반
  - 삼성 갤럭시 R 스타일 (네이쳐 UX 1.0)
  - 삼성 갤럭시 S III 계열 단말기 (네이쳐 UX 1.0) → (네이쳐 UX 2.0)
  - 삼성 갤럭시 노트 10.1 (네이쳐 UX 터치위즈 for Table)
  - 삼성 갤럭시 노트 II (네이쳐 UX 1.0)
  - 삼성 갤럭시 S 듀오스 (네이쳐 UX터1.0)[7]
  - 삼성 갤럭시 챗 (네이쳐 UX 1.0)
  - 삼성 갤럭시 뮤직 (네이쳐 UX 1.0)
  - 삼성 갤럭시 탭 2 7.0 (네이쳐 UX 1.0)
  - 삼성 갤럭시 탭 2 10.1 (네이쳐 UX 1.0)
  - 삼성 갤럭시 플레이어 5.8 (네이쳐 UX 1.0)
  - 삼성 갤럭시 카메라 (네이쳐 UX 1.0)

- 네이쳐 UX 2.0 기반
  - 삼성 갤럭시 S4 계열 단말기 (네이쳐 UX 2.0) → (네이쳐 UX 3.0)
    - 삼성 갤럭시 S4 미니
    - 삼성 갤럭시 S4 액티브
    - 삼성 갤럭시 S4 줌

  - 삼성 갤럭시 노트 3
  - 삼성 갤럭시 메가
  - 삼성 갤럭시 탭 3 (네이쳐 UX 2.0)
  - 삼성 갤럭시 NX (네이쳐 UX 2.0)

- 네이쳐 UX 3.0 기반
  - 삼성 갤럭시 S5 계열 단말기 (네이쳐 UX 3.0) → (네이쳐 UX 4.0)
  - 삼성 갤럭시 노트 4 계열 단말기
  - 삼성 갤럭시 알파
  - 삼성 갤럭시 탭 프로
  - 삼성 갤럭시 노트 프로 12.2
  - 삼성 갤럭시 노트 10.1 2014 에디션
  - 삼성 갤럭시 탭 S
  - 삼성 갤럭시 탭 4
  - 삼성 갤럭시 E3
  - 삼성 갤럭시 E5
  - 삼성 갤럭시 E7
  - 삼성 갤럭시 A3
  - 삼성 갤럭시 A5
  - 삼성 갤럭시 A7
  - 삼성 갤럭시 그랜드 맥스

- 네이쳐 UX 4.0 기반
  - 삼성 갤럭시 S6 계열 단말기 (네이쳐 UX 4.0) → (Samsung Experience 8.0)
  - 삼성 갤럭시 S6 엣지
  - 삼성 갤럭시 S6 엣지 플러스
  - 삼성 갤럭시 노트 5
  - 삼성 갤럭시 A8
  - 삼성 갤럭시 탭 A 8.0
  - 삼성 갤럭시 J5
  - 삼성 갤럭시 J7

- Grace UX 기반
  - 삼성 갤럭시 노트7
  - 삼성 갤럭시 노트5
  - 삼성 갤럭시 A3 (2017)
  - 삼성 갤럭시 A5 (2017)
  - 삼성 갤럭시 A7 (2017)

## 같이 보기
- 삼성전자
- 삼성 갤럭시
- 삼성 옴니아
- 다른 안드로이드 기기 제조사들의 UI
  - HTC 센스
  - 모토블러 - 모토로라
  - 소니 레이첼 UI
  - 델 스테이지 UI
  - LG 옵티머스 UI
  - 팬택 플럭스
  - KT테크 테이크 UI
  - 샤프 필 UX
  - 화웨이 이모션 UI
  - MIUI
  - NTT도코모 팔레트 UI
- Samsung Experience
- One UI